# Mistrzostwa Polski w Narciarstwie 1925
Mistrzostwa Polski w Narciarstwie 1925 – zawody sportowe, które odbyły się w 1925 w konkurencjach narciarskich w Polsce.

## Medaliści
| Dyscyplina              | Złoto                                   | Srebro                             | Brąz                                  |
| Kombinacja norweska     | Henryk Mückenbrunn SNPTT Zakopane       | Aleksander Rozmus Sokół Zakopane   | Władysław Gąsienica SNPTT Zakopane    |
| Bieg seniorów na 15 km  | Władysław Gąsienica SNPTT Zakopane      | Józef Bujak SNPTT Zakopane         | Andrzej Krzeptowski II SNPTT Zakopane |
| Bieg seniorów na 30 km  | Józef Bujak SNPTT Zakopane              | Władysław Gąsienica SNPTT Zakopane | Władysław Czech SNPTT Zakopane        |
| Skoki seniorów          | Henryk Mückenbrunn SNPTT Zakopane       | Aleksander Rozmus Sokół Zakopane   | Szczepan Witkowski SN Czarni Lwów     |
| Bieg kobiet             | Elżbieta Ziętkiewicz SNPTT Zakopane     | Wanda Czarnocka AZS Warszawa       | Halina Bogucka                        |
| Wojskowy bieg patrolowy | 3 Pułk Strzelców Podhalańskich, Bielsko |                                    |                                       |